# Justicia stellata
Justicia stellata är en akantusväxtart som först beskrevs av Benjamin Lincoln Robinson och Greenm., och fick sitt nu gällande namn av T.F.Daniel. Justicia stellata ingår i släktet Justicia och familjen akantusväxter. Inga underarter finns listade i Catalogue of Life.